# Stemma del Dakota del Sud

Stemma del Dakota del Sud

Lo stemma del Dakota del Sud  (ufficialmente in inglese Great Seal of the State of South Dakota, ossia Gran Sigillo dello Stato del Dakota del Sud)  è stato adottato nel 1885. 
L'anello esterno della guarnizione del sigillo contiene il testo State of South Dakota nella parte superiore e Great Seal in basso, oltre all'anno 1889.
Dentro il cerchio, all'interno del sigillo, è posto un nastro bianco recante il motto Under God the People Rule ("Sotto Dio il popolo governa"). 
L'immagine del sigillo invece presenta delle colline sullo sfondo, un fiume con una barca, un contadino che lavora con due cavalli, una miniera e il bestiame. Gli elementi del disegno simboleggiano il commercio, l'agricoltura, l'industria e le risorse naturali.